# Isidor Sârbu
Isidor Sârbu (n. 1886, Corjova, Imperiul Rus – d. 1980, Brezoaele, Dâmbovița, România) a fost un luptător împotriva comunismului și patriot român.

## Biografie
Isidor Sârbu s-a născut în 1886 în satul Corjova, aflat pe atunci în Imperiul Rus. 
În timpul colectivizarii din URSS a fost considerat un culac și pe 14 martie 1933 i-au fost confiscate casa, 38 ha și a fost ținut trei luni la pușcăria din Tiraspol. A fost prima perioadă de închisoare, unde și-a petrecut majoritatea timpului în perioada interbelică.
În timpul celui de-al Doilea Război Mondial a fost primarul satului Corjova, sub administrația românească. După război s-a refugiat în Brezoaele, România, unde și-a trăit ultimii ani. A fost de asemenea unul dintre membrii rezistenței anticomuniste din munții Oaș. Este înmormântat în cimitirul din această comună.
Liderul Partidului Comuniștilor din Moldova și fostul președinte a Republicii Moldova Vladimir Voronin este nepotul lui Isidor Sârbu.

## Cronologie
- 1881: se naște Isidor Filipovici Sârbu în satul Corjova; soția Tatiana Sârbu se naște în 1880.
- 14 martie 1933: i-au fost confiscate casa, 38 ha și a fost ținut trei luni la pușcăria din Tiraspol;
- 1933: Isidor Sârbu împreună cu soția Tatiana Chirilovna Sârbu au fost răsculăciți și lăsați fără o fărâmă de pâine, împreună cu cei șapte copii pe care îi aveau;
- 20 iulie 1935: i s-a ridicat pașaportul pe motiv că a fost eliberat nelegal;
- 1935: Judecați și exilați cu interdicția de a veni la Corjova;
- 28 decembrie 1935: Secția raională de miliție Dubăsari îl reține pe Sârbul și îl obligă să părăsească localitatea. A semnat pentru a pleca, dar continua să locuiască în Corjova.
- 14 ianuarie 1936: Judecați din nou de „troika" NKVD pentru că au „încălcat regimul de pașapoarte și pe cel de ședere în zonă cu statut special" (prin zonă cu statut special se înțelegea satul Corjova);
- 29 aprilie 1936: pedeapsa e schimbată prin decizia troicii NKVD a RSSU din 29/IV-1936 la trei ani interdicție de a locui în regiunile cu statut special ale URSS.
- 26 octombrie 1937, Sârbul I.F. a fost reținut de către secția raională de miliție Dubăsari și a fost obligat, prin semnătură, să părăsească regiunea cu statut special.
- 20 decembrie 1937: Sârbul Tatiana Chirilovna a fost reținută a doua oară, fiind obligată, prin semnătură, să părăsească (regiunea cu statut special), dar ea a încălcat regimul de pașapoarte și continua să locuiască în regiunea cu statut special.
- 26 ianuarie 1938: pentru încălcarea regimului de pașapoarte, Sârbul I.F. a fost arestat de secția raională de miliție Dubăsari și închis la închisarea din Tiraspol. Este condamnat la închisoare pe un termen de doi ani în închisoare cu regim general.
- 1 februarie 1938: Judecați și condamnați a patra oară, tot de organele represive comuniste, fiind din nou deportați.

## Vezi
- Vladimir Voronin
- Colectivizarea în Uniunea Sovietică
- Refugiați din URSS în România interbelică
- Ion Gâlcă
- Grigore Constantinov